# Bachué
Bachué est une déesse de la mythologie chibcha, un peuple précolombien. Elle est la mère de tous les Hommes.
Dans le mythe anthropogonique des Chibchas, Bachué est sortie du lac Iguaque (dans l'actuel département de Boyacá en Colombie), tenant un enfant de 3 ans dans les bras. 
Quand le garçon fut devenu adulte, elle eut de nombreux enfants avec lui, quatre à six à la fois. Ce furent les premiers hommes Chibchas.  
José Manuel Socha, chef spirituel Muisca de la communauté actuelle du territoire de Chia : "L’eau est la vie, nous sommes l’eau, nous venons tous d’un lac, comme cela s’est passé dans notre vision du monde, Mamie Bachué est sortie du lac pour donner naissance à l’humanité et nous venons tous d’un lac sans exception, car quand nous sommes dans le ventre de notre mère, nous sommes dans un lac." 